# 로디 전투
로디 전투(영어: Battle of Lodi)는 1796년 5월 10일 나폴레옹 보나파르트가 이끄는 프랑스군이 이탈리아의 밀라노 남동쪽 31 km 지점에 있는 아다강의 로디 다리에서 장 피에르 볼리외가 이끄는 오스트리아군 일부와 싸운 전투이다.
나폴레옹 보나파르트의 제1차 이탈리아 원정때 벌어진 3번째 전투이기도 하다. 전투의 규모는 작았으나 이 전투에서 나폴레옹이 보여준 행동에 병사들은 그에게 '꼬마하사관'라는 별명을 지어 주었다.

## 전투서열
- 프랑스군: 나폴레옹 보나파르트[1]
  - 사단: 장 마튜 필리베르 세뤼리에 장군
    - 제14, 45, 46 , 100 반 여단

  - 기병대: 오르데네 와 뵐몽[2]

- 오스트리아-나폴리군: 볼리외
  - 사단:카를 필립 프라이헤어 폰 세보텐도르프
    - 제3 대대/제4 도이치 마이스터 보병연대, 16 테르치 연대 (2개 대대)
    - 스트라솔도 보병연대(2개 대대), 제 1대대/제39 나다스디 보영연대,제 3대대/제44 벨조이오소 보병연대
    - 제13 투린 보병연대(3개 대대), 바라디너 그란츠 보병연대

  - 기병대:
    - 메스차로스 울란 연대, 나폴리 왕과 여왕연대.

## 내용
1796년 이탈리아 원정군 사령관에 임명된 나폴레옹 보나파르트는 알프스산맥과 아펜니노산맥의 경계에서 피에몬테(Piedmont)로 진출했다. 전격적인 공격으로 오스트리아군과 사르데냐군을 분리시켰다. 4월에 사르데냐군이 휴전협정을 맺으면서 이제 나폴레옹의 눈길은 오스트리아군에게 향했다. 오스트리아군 사령관 장 피에르 볼리외는 나폴레옹과의 전투를 피하고 있었다. 나폴레옹군은 롬바르디아의 수도 밀라노를 수비하는 오스트리아군의 좌익쪽으로 우회했다.
포강(Po River)을 사이에 두고 서로 마주보며 행군하던 중 나폴레옹은 피아첸차(Piacenza)에서 포강을 건너 5월 10일 그 지류(支流)인 아다강 근처에 있던 도시 로디(Lodi)에서 오스트리아군 후위군 K.P 세보텐도르프가 이끄는 10,000명의 군대와 대치했다.
강을 사이에 두고 포진한 오스트리아군 앞에는 200m 가까이 되는 로디 교(橋)라는 목제(木製)다리가 남아 있었다. 미처 다리를 파괴하지 못한 오스트리아군은 다리를 건너려는 프랑스군과 격렬한 전투를 벌였다.
나폴레옹은 아다강 건너편의 오스트리아군 대포와 방어물을 폭파하기 위해 30문의 대포로 포격을 하는 동시에 로디 교 위쪽과 아래쪽 여울로 아다강을 건너갈 부대를 보냈다. 그런 다음 마세나장군 휘하의 보병종대를 다리를 건너 돌격하라는 명령을 내렸지만 오스트리아군의 공격앞에 400명의 사상자가 나왔다.
그러자 나폴레옹은 자신이 직접 군 깃발을 휘날리며 선두에 앞장서서 공격하자, 그에 용기를 얻은 병사들은 다시 한번 한무덩이로 뭉쳐 돌격을 감행했다. 다행히 그때 상류와 여울을 건넌 아군부대가 오스트리아군 측면과 포병대를 공격하자 오스트리아군은 혼란에 빠져 퇴각하고 말았다.
양측의 피해는 오스트리아군이 사상자 2,036명(장교 21명, 병사 2,015명), 대포 12문, 박격포 2문을 잃었고 프랑스군은 정확히 밝혀지지는 않았지만 약 500명의 사상자가 나왔다.

## 결과
이 전투에서 보여준 나폴레옹의 용감한 행동은 병사들에게 신뢰와 감동을 주어 그에게 애칭으로 '꼬마하사관(프랑스어:Le petit caporal)'라는 별명을 붙여주게 되었다. 이 전투 후 5일후 프랑스군은 북 이탈리아의 중심도시 밀라노를 점령한다. 오스트리아군은 열세에 직면했으나 8월에 독일에서 프랑스군을 격퇴하고 여유가 생긴 주력부대를 북 이탈리아로 보내 나폴레옹을 위협하게 된다.

## 참고
1. ↑  Smith, p 113. Smith lists both armies.
2. ↑  Chandler, p 252-253

## 참고 문헌
- Agnelli, G. “La battaglia al ponte di Lodi e l’inizio della settimana napoleonica lodigiana.” Archivio storico lombardo, no. 60 (1933): 1-73
- Boycott-Brown, M. The Road to Rivoli: Napoleon's First Campaign. London, Cassell, 2001
- Napoleon. Correspondance de Napoléon Ier publiée par ordre de l’empereur Napoléon III. Paris, 1858-69
- Schels, J. B. “Die Kriegsereignisse in Italien vom 15 April bis 16 Mai 1796, mit dem Gefechte bei Lodi.” Oesterreichische Militärische Zeitschrift Bd. 2; Bd. 4 (1825): 195-231; 57-97, p. 267-8
- Vigo-Roussillon, F. Journal de campagne (1793-1837). Paris, 1981
- 역사군상 시리즈 제48권 <<나폴레옹:전쟁편>> 학연사 ISBN 4-05-601362-4